# Кон, Вивиан
Вивиан Кон (иер. 江旻憓, кант.-рус. Кон Маньвай, кит.-рус. Цзян Миньхуэй; англ. Vivian Kong Man Wai; род. 8 февраля 1994, Гонконг или Ванкувер, Британская Колумбия) — гонконгская фехтовальщица на шпагах. Олимпийская чемпионка 2024 года. Бронзовый призёр чемпионата мира 2019 года, 6-кратный призёр Азиатских игр.

## Биография
Родилась 8 февраля 1994 года в канадском Ванкувере, по другим данным в Гонконге. В шесть лет вместе с родителями переехала в Гонконг. В 11 лет начала заниматься фехтованием, а до этого пробовала свои силы в танцевальном спорте и тхэквондо. Выпускница Стэнфордского университета по специальности «Международные отношения».
В 2014 году выиграла свои первые медали на крупнейших международных соревнованиях, став двукратным бронзовым призёром Азиатских игр.
В 2016 году отобралась на Олимпийские игры в Рио-де-Жанейро, где выступила в личном зачёте. В первом раунде представительница Гонконга взяла верх над двукратной чемпионкой мира россиянкой Любовью Шутовой. Эта победа стала первой в истории страны на турнирах фехтовальщиков, проводимых в рамках Олимпийских игр. Однако Вивиан не смогла пройти дальше, уступив будущей вице-чемпионке турнира итальянке Росселле Фьяминго.
Через год, на домашнем чемпионате Азии, стала вице-чемпионкой в личной шпаге. Благодаря успешным выступлениям, удостоилась чести нести флаг своей страны на церемонии открытия Азиатских игр. На главном континентальном старте четырёхлетия она вновь стала двукратной бронзовой медалисткой соревнований.
В 2019 году добилась исторического для своей страны достижения: стала первой в истории Гонконга медалисткой чемпионата мира, выиграв бронзовую награду.